# Joseph Lysens
Joseph (ou Jozef) Walther Victor Balthasar Lysens , né le 6 janvier 1896 à Tongres et mort le 27 janvier 1950 à Anvers fut un homme politique nationaliste flamand.

## Biographie
Lysens fut docteur en droit et avocat. Il fut dégradé pendant la 1re guerre pour Activisme et condamné par le Conseil de Guerre à 10 mois d'emprisonnement. Il fut condamné en 1945 par le conseil de Guerre à Hasselt à 25 ans d'emprisonnement avec déchéance de tous ses titres et mandats.
Il fut élu conseiller communal et échevin (1938-), puis bourgmestre de guerre (1941-) de Tongres et gouverneur a.i. de la province de Limbourg (Belgique) (1941-44); sénateur provincial de la province de Limbourg (1936-1944).

## Sources
- Bio sur ODIS